# Rebecca Smith (femme politique)
Pour les articles homonymes, voir Rebecca Smith.
Rebecca Smith est une femme politique britannique. Membre du Parti conservateur, elle est élue députée de la circonscription de South West Devon en 2024. 

## Biographie
En 2019, Rebecca Smith est désignée comme candidate du Parti conservateur dans la circonscription de Plymouth Sutton and Devonport, terminant deuxième derrière Luke Pollard.
Elle devient membre du conseil municipal de Plymouth en 2018, étant élue pour la première fois lors des élections locales dans le quartier de Plymstock Radford,. 
Lors des élections générales de 2024, elle est élue députée de la circonscription de South West Devon, avec 17 916 voix, soit 34,3 % des suffrages,. 